# 中部方面衛生隊
中部方面衛生隊（ちゅうぶほうめんえいせいたい、JGSDF Middle Army Medical Service）は、陸上自衛隊伊丹駐屯地（兵庫県伊丹市）に駐屯する中部方面隊隷下の衛生科部隊である。

## 概要
隊長は1等陸佐（二）が充てられ、中部方面隊直轄部隊の衛生業務を任務とするほか、災害派遣や民生協力、国際貢献活動も行っている。

## 沿革
- 2004年（平成16年）3月29日：中部方面衛生隊が伊丹駐屯地に新編。

## 部隊編成
- 中部方面衛生隊本部
- 中部方面衛生隊本部付隊「中方衛-本」
- 第104野外病院隊「104野病」
- 第304救急車隊「304救」

## 主要幹部
| 官職名           | 階級    | 氏名   | 補職発令日     | 前職                   |
| ---------------- | ------- | ------ | -------------- | ---------------------- |
| 中部方面衛生隊長 | 1等陸佐 | 田嶋修 | 2025年08月01日 | 自衛隊札幌病院内科部長 |

| 代 | 氏名     | 在職期間                        | 前職                                                             | 後職                             |
| -- | -------- | ------------------------------- | ---------------------------------------------------------------- | -------------------------------- |
| 01 | 石川卓志 | 2004年03月29日 - 2005年07月27日 | 陸上幕僚監部衛生部医務班長                                       | 陸上幕僚監部衛生部企画室長       |
| 02 | 上部秦秀 | 2005年07月28日 - 2007年03月27日 | 陸上幕僚監部衛生部企画室勤務                                     | 陸上幕僚監部衛生部企画室長       |
| 03 | 松熊晋   | 2007年03月28日 - 2008年07月30日 | 陸上幕僚監部衛生部企画室勤務                                     | 自衛隊中央病院付                 |
| 04 | 前川眞   | 2008年07月31日 - 2010年07月31日 | 陸上自衛隊関東補給処 用賀支処衛生部長                            | 陸上自衛隊衛生学校総務部長       |
| 05 | 名取章夫 | 2010年08月01日 - 2012年12月03日 | 陸上自衛隊関東補給処 用賀支処総務部長                            | 陸上自衛隊衛生学校教育部長       |
| 06 | 轟伊佐雄 | 2012年12月04日 - 2015年12月17日 | 中部方面総監部医務官 兼 自衛隊阪神病院勤務 兼 防衛医科大学校講師 | 自衛隊仙台病院副院長 兼 企画室長 |
| 07 | 平山健一 | 2015年12月18日 - 2018年03月26日 | 東北方面総監部医務官 兼 自衛隊仙台病院勤務                       | 自衛隊中央病院衛生資材部長       |
| 08 | 抱井淑郎 | 2018年03月27日 - 2019年08月22日 | 自衛隊中央病院第2歯科部長                                        | 自衛隊中央病院第1歯科部長        |
| 09 | 岡部健吾 | 2019年08月23日 - 2021年03月14日 | 自衛隊中央病院衛生資材部薬剤課長                                 | 陸上自衛隊補給統制本部衛生部長   |
| 10 | 三根弘靖 | 2021年03月15日 - 2023年12月21日 | 陸上幕僚監部人事教育部募集・援護課 募集班長                      | 陸上自衛隊衛生学校教育部長       |
| 11 | 橋爪浩臣 | 2023年12月22日 - 2025年07月31日 | 東北方面総監部医務官 兼 自衛隊仙台病院小児科部長                 | 自衛隊仙台病院副院長 兼 企画室長 |
| 12 | 田嶋修   | 2025年08月01日 -                | 自衛隊札幌病院内科部長                                           |                                  |

## 主要装備
- 病院天幕
- 野外手術システム
- 1トン半救急車
- 1/2tトラック / 73式小型トラック
- 1 1/2tトラック / 73式中型トラック
- 3 1/2tトラック / 73式大型トラック
- 89式5.56mm小銃
- 9mm拳銃